# Asteropus
Asteropus é um gênero de esponja marinha da família Ancorinidae.

## Espécies
- Asteropus brasiliensis Hajdu e van Soest, 1992
- Asteropus haeckeli Dendy, 1905
- Asteropus kaena (de Laubenfels, 1957)
- Asteropus ketostea (de Laubenfels, 1950)
- Asteropus niger Hajdu e van Soest, 1992
- Asteropus radiocrusta Kennedy, 2000
- Asteropus simplex (Carter, 1879)
- Asteropus syringifer van Soest e Stentoft, 1988
- Asteropus vasiformis Hajdu e van Soest, 1992